# Liste der Biografien/Kew
Liste der Biografien |
Portal Biografien |
Personensuche
# |
A |
B |
C |
D |
E |
F |
G |
H |
I |
J |
K |
L |
M |
N |
O |
P |
Q |
R |
S |
T |
U |
V |
W |
X |
Y |
Z |
?
 
Ka |
Kb |
Kc |
Kd |
Ke |
Kf |
Kg |
Kh |
Ki |
Kj |
Kl |
Km |
Kn |
Ko |
Kp |
Kr |
Ks |
Kt |
Ku |
Kv |
Kw |
Ky |
Kx |
Kz
 
Kea |
Keb |
Kec |
Ked |
Kee |
Kef |
Keg |
Keh |
Kei |
Kej |
Kek |
Kel |
Kem |
Ken |
Keo |
Kep |
Ker |
Kes |
Ket |
Keu |
Kev |
Kew |
Kex |
Key |
Kez
Die Liste der Biografien führt alle Personen auf, die in der deutschsprachigen Wikipedia einen Artikel haben. Dieses ist eine Teilliste mit 15 Einträgen von Personen, deren Namen mit den Buchstaben „Kew“ beginnt.

## Kew

### Kewc
- Kewchischwili, Dawit (* 1983), georgischer Judoka
- Kewchischwili, Mariam (* 1985), georgische Kugelstoßerin

### Kewe
- Kewell, Harry (* 1978), australischer Fußballspieler und -trainerHarry Kewell (* 1978)

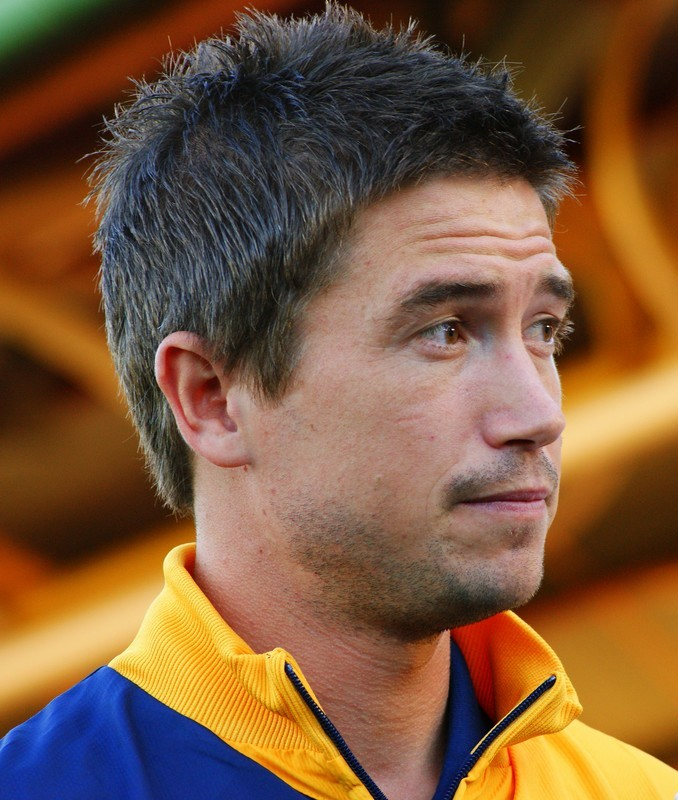
Harry Kewell (* 1978)

- Keweloh, Hans-Walter (* 1947), deutscher Historiker und Museumsdirektor
- Kewenig, Wilhelm (1934–1993), deutscher Politiker (CDU), MdA
- Kewenig, Wilhelm Heinrich (1818–1889), deutscher Landgerichtspräsident Saarbrücken, Mitglied des preußischen Abgeordnetenhauses
- Kewer, Franz (1908–1967), deutscher Politiker (SRP), MdL
- Kewer, Johann Josef (1810–1903), deutscher Notar und Lyriker

### Kewi
- Kewitsch, Alois (* 1851), Klavier- und Harmoniumbauer in Warschau und Sankt Petersburg
- Kewitsch, Johannes (1847–1909), deutscher Harmonium- und Klavierbauer in Berlin
- Kewitsch, Paul (1909–1997), deutscher römisch-katholischer Priester und Sachbuchautor
- Kewitsch, Theodor (1834–1903), Musiklehrer, Musikredakteur und Komponist
- Kewitz, Helmut (1920–2009), deutscher Pharmakologe

### Kewl
- Kewley, Paul (* 1970), britischer Filmproduzent

### Kewo
- Keworkow, Wjatscheslaw Jerwandowitsch (1923–2017), sowjetischer Geheimdienstoffizier